# مهدی بهادری‌نژاد
مهدی بهادری‌نژاد، (زادهٔ ۲۲ مرداد ۱۳۱۲ در تهران)، استاد دانشکده مهندسی مکانیک دانشگاه صنعتی شریف و از اعضای پیوستهٔ فرهنگستان علوم ایران است. وی از چهره‌های ماندگار ایران و دارای نشان درجهٔ یک دانش است.

## تحصیلات
مهدی بهادری‌نژاد، تحصیلات متوسطه را در دبیرستان البرز تهران گذراند. او در سال ۱۳۳۱ تحصیلات دانشگاهی را در رشتهٔ مهندسی مکانیک در دانشکدهٔ فنی دانشگاه تهران آغاز کرد و در سال ۱۳۳۵ با کسب رتبهٔ اول، فارغ‌التحصیل شد. وی پس از مدتی کار در یک شرکت مهندسی مشاور در تهران، با استفاده از یک بورس تحصیلی دولتی برای ادامه تحصیل به آمریکا رفته و پس از کسب مدرک کارشناسی ارشد از دانشگاه ویسکانسین، مدرک دکتری را از دانشگاه ایلینوی و در سال ۱۳۴۳ دریافت کرد.

## تدریس و پژوهش
مهدی بهادری نژاد، پس از اخذ دکتری، برای دو سال در آمریکا به تدریس پرداخت و سپس به ایران بازگشت. پس از بازگشت به ایران، وی در دانشگاه شیراز به تدریس مشغول شد و در سال ۱۳۵۱ به مرتبه استادی رسید. وی در سال ۱۳۶۶ به دانشگاه صنعتی شریف منتقل شد و از آن زمان تا کنون در این دانشگاه به آموزش و پژوهش مشغول بوده‌است. بهادری‌نژاد، علاوه بر این دانشگاه‌ها، به مدت ۱۲ سال در سه دانشگاه در آمریکا و یک دانشگاه در کانادا به تدریس و تحقیق پرداخته‌است. همچنین وی معادل ۳ تابستان در دو مرکز تحقیقاتی در اتریش و ایتالیا فعالیت پژوهشی داشته‌است. بهادری نژاد بیش از ۱۳۰ بار به ۳۴ کشور جهان جهت ارائه مقالات تحقیقاتی و ایراد سخنرانی در کنفرانس‌ها و سمینارهای بین‌المللی یا بازدید از فعالیت‌های پژوهشی مسافرت نموده‌است. همچنین وی در سال ۱۳۸۰ و در اولین دوره انتخاب چهره‌های ماندگار، به عنوان چهره ماندگار کشور انتخاب شد. وی در ۳۰ خرداد ۱۳۸۵، در مراسمی که در کتابخانه ملی ایران برگزار شد، توسط فرهنگستان علوم به عنوان چهرهٔ برجسته علمی برگزیده شد و نشان درجه یک دانش و لوح سپاس فرهنگستان توسط رئیس‌جمهور به وی اعطا شد. او یکی از ۱۲۵ نفر از استادان دانشگاه صنعتی شریف بود که طی بیانیه‌ای در ۵ خرداد ۱۳۸۸، خواستار تبلور عقلانیت در مدیریت کشور و مشارکت فعال در انتخابات شدند. در این بیانیه از خارج کردن تدریجی متخصصان باتجربه از دایرهٔ تصمیم‌گیری، تکیه بر شعارهای عوام‌پسند نظیر مبارزه با مافیا و مظلوم‌نمایی با وجود در اختیار داشتن تمام ابزار قدرت، تحقیر مردم و سعی در تطمیع آنان به نام عدالت‌طلبی از خزانهٔ ملی، شکستن حرمت بزرگان و اندیشمندان و همچنین سوءاستفاده از احساسات پاک دینی و عدالت‌طلبانهٔ مردم در جهت فعال کردن شکاف‌های فرهنگی و طبقاتی، با ایجاد تضاد و تفرقه در سطح ملی و… انتقاد شده بود.

## سمت‌ها
برخی از مسئولیت‌های اجرایی بهادری‌نژاد:
- معاون پژوهشی فرهنگستان علوم جمهوری اسلامی ایران
- عضو هیئت امنای دانشگاه صنعتی شریف، ۱۳۷۹–۱۳۸۳
- رئیس انجمن مهندسان مکانیک ایران، ۱۳۶۷–۱۳۷۸
- رئیس انجمن انرژی خورشیدی ایران، ۱۳۷۳–۱۳۷۷
- معاون تحصیلات تکمیلی دانشگاه صنعتی شریف، ۱۳۶۷–۱۳۷۰
- عضو هیئت مؤسس انجمن علمی انرژی خورشیدی ایران، ۱۳۷۲

## آثار
در میان آثار بهادری‌نژاد، بیش از ۱۰۰ مقاله علمی به زبان‌های انگلیسی و فارسی، تألیف دو جلد کتاب علمی - عرفانی به زبان‌های فارسی، انگلیسی و اسپانیایی، یک کتاب عرفانی به زبان فارسی و سه کتاب در زمینه مهندسی مکانیک به زبان فارسی دیده می‌شود. کتاب «تهویه و سرمایش طبیعی در ساختمان‌های سنتی ایران» که اثر مشترک محمود یعقوبی با مهدی بهادری نژاد است؛ در سال ۱۳۸۵ به عنوان کتاب سال جمهوری اسلامی ایران برگزیده شد. عناوین برخی مقالات او عبارتست از:
- اخلاق مهندسی چالشی مهم در تربیت مهندس در کشور
- آموزش موازی مهندسی در دانشگاه و صنعت
- در فضایل انسانی مهندسان (در ۳ بخش)
- جایگاه اخلاق مهندسی در شایستگی‌های حرفه‌ای مهندسان
- توازن تحقیقات بین رشد، توسعه و تکامل